# Редовне линије ТАРОМ-а
Ово је списак свих одредишта до којих румунска авио-компанија ТАРОМ лети на својим редовним линијама.

## ОдАеродром Хенри Коанда

### Африка
- Египат
  - Каиро (Аеродром Каиро)
  - Хургада (Аеродром Хургада) [сезонски]

- Тунис
  - Ђерба (Аеродром Ђерба) [сезонски]
  - Монастир (Аеродром Монастир) [сезонски]
  - Тунис (Аеродром Тунис) [сезонски]

### Азија
- Израел
  - Тел Авив (Аеродром Тел Авив)

- Јордан
  - Аман (Аеродром Краљица Алија)

- Либан
  - Бејрут (Аеродром Бејрут)

- Сирија
  - Алепо (Аеродром Алепо)
  - Дамаск (Аеродром Дамаск)

- Уједињени Арапски Емирати
  - Дубаи (Аеродром Дубаи)

### Европа
- Аустрија
  - Беч (Аеродром Беч)

- Белгија
  - Брисел (Аеродром Брисел)

- Бугарска
  - Софија (Аеродром Софија)

- Грчка
  - Атина (Аеродром Атина)
  - Солун (Аеродром Солун)

- Италија
  - Милано (Аеродром Малпенса)
  - Рим (Аеродром Леонардо да Винчи)
  - Торино (Аеродром Торино)

- Кипар
  - Ларнака (Аеродром Ларнака)

- Мађарска
  - Будимпешта (Аеродром Будимпешта)

- Молдавија
  - Кишињев (Аеродром Кишињев)

- Немачка
  - Минхен (Аеродром Минхен)
  - Франкфурт (Аеродром Франкфурт)

- Румунија
  - Бакау (Аеродром Бакау)
  - Баја Маре (Аеродром Баја Маре)
  - Јаши (Аеродром Јаши)
  - Клуж Напока (Аеродром Клуж-Напока)
  - Орадеа (Аеродром Орадеа)
  - Сату Маре (Аеродром Сату Маре)
  - Сибињ (Аеродром Сибињ)
  - Сућеава (Аеродром Сућеава)
  - Темишвар (Аеродром Темишвар)
  - Тргу Муреш (Аеродром Тргу Муреш)

- Турска
  - Анталија (Аеродром Анталија) [сезонски]
  - Бодрум (Аеродром Бодрум) [сезонски]
  - Истанбул (Аеродром Ататурк)

- Француска
  - Париз (Аеродром Шарл де Гол)

- Шпанија
  - Барселона (Аеродром Ел Прат)
  - Валенсија (Аеродром Валенсија)
  - Мадрид (Аеродром Мадрид)

- Уједињено Краљевство
  - Лондон (Аеродром Хитроу)

## ОдАеродром Клуж-Напока

### Азија
- Турска
  - Анталија (Аеродром Анталија) [сезонски]

### Европа
- Аустрија
  - Беч (Аеродром Беч)

- Грчка
  - Ираклија (Аеродром Ираклија) [сезонски]
  - Крф (Аеродром Крф) [сезонски]

- Италија
  - Болоња (Аеродром Болоња)
  - Милано (Аеродром Малпенса)

- Немачка
  - Франкфурт (Аеродром Франкфурт)

- Румунија
  - Букурешт (Аеродром Хенри Коанда)
  - Констанца (Аеродром Констанца) [сезонски]

- Шпанија
  - Барселона (Аеродром Барселона)
  - Мадрид (Аеродром Мадрид)

- Уједињено Краљевство
  - Лондон (Аеродром Гетвик)

## ОдАеродром Сибињ
- Аустрија
  - Беч (Аеродром Беч)

- Немачка
  - Минхен (Аеродром Минхен)